# Menitrazepam
Il menitrazepam è uno psicofarmaco appartenente alla categoria delle benzodiazepine, ed è un analogo del tetrazepam, con l'unica differenza che al posto del gruppo 7-cloro c'è l'azoto. Il farmaco possiede proprietà ipnotiche, sedative, anticonvulsivanti, miorilassanti e ansiolitiche molto forti.

## Proprietà farmacologiche
Il menitrazepam è un buon agente ipnotico, anche se, il ritardo nel tempo in cui i livelli plasmatici di picco raggiungono il loro massimo mette in discussione il beneficio del menitrazepam per il trattamento dell'insonnia rispetto ad altri ipnotici. In genere, le proprietà di induzione del sonno degli ipnotici si verificano entro 30 minuti. In alcuni casi si possono avvertire forti effetti ipnotici da 15 a 20 minuti dopo l'ingestione orale.